# Dynastie des Lodi
Pour les articles homonymes, voir Lodi (homonymie).

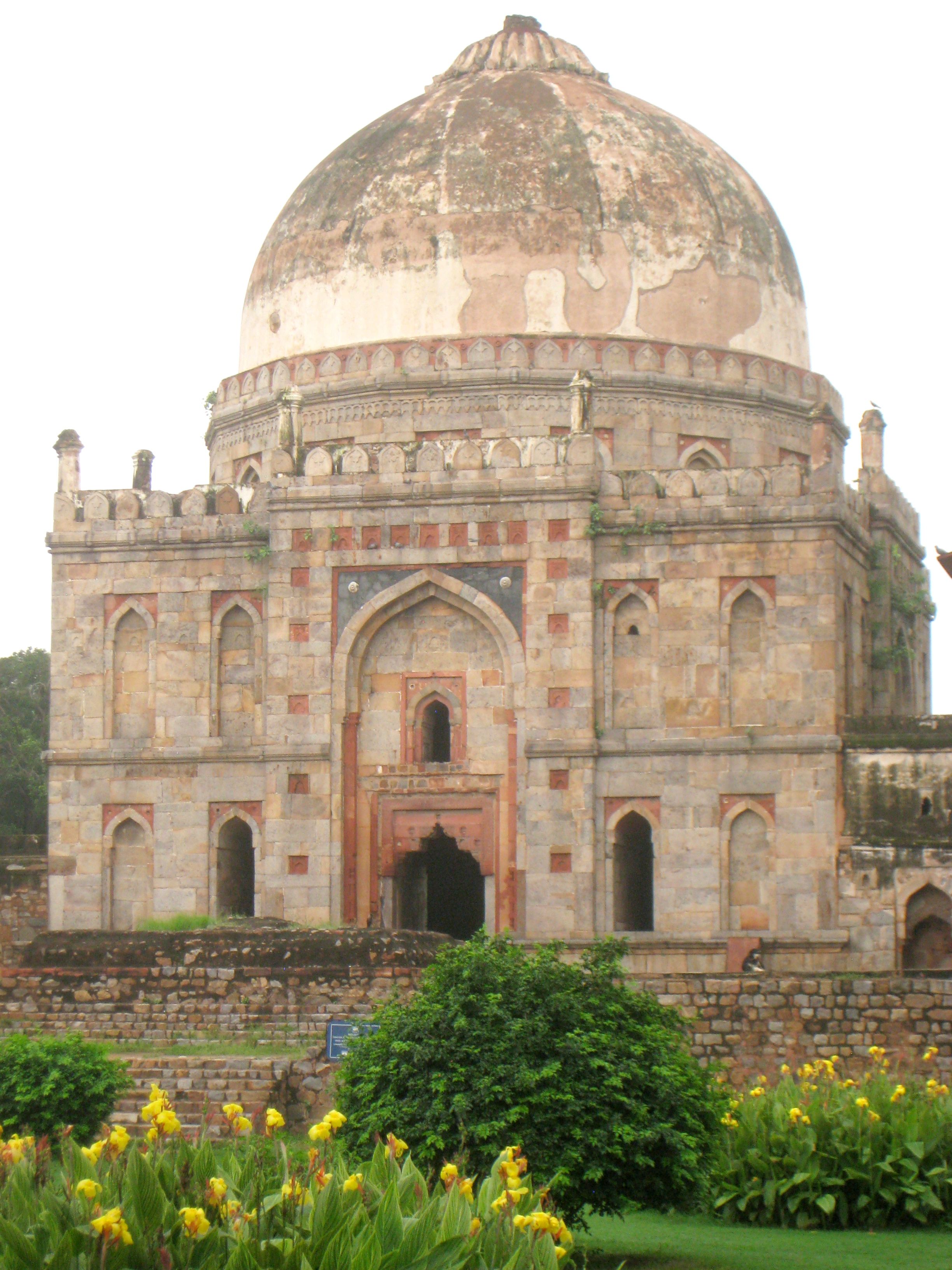
Mausolée Bara Gumbad dans le jardin des Lodis à Dellhi (1494)

La dynastie des Lodi ou Lodhī est une dynastie musulmane sunnite d'origine afghane, qui règne sur le sultanat de Delhi de 1451 à 1526, avec trois représentants qui se succèdent de père en fils : Bahlul, Sikandar et Ibrahim. 
Elle succède à la dynastie des Sayyid, que Bahlul évince en 1451. Lui et son fils renforcent le sultanat de Delhi au cours de leur règne. Mais sous Ibrahim, il sombre dans la guerre civile et est conquis en 1526 par un descendant de Tamerlan installé à Kaboul, Babur, fondateur de l'Empire moghol. 

## Histoire

### Bahlul Lodi, le fondateur (mort en 1489)
Bahlul Lodi, fondateur de la dynastie, est un Afghan dont la famille s'est constitué un fief dans la région de Multan. 
Il commence par s'enrichir dans le commerce des chevaux, puis agrandit progressivement son territoire jusqu'à contrôler la majeure partie du Punjab. 
Après avoir enlevé Delhi aux Sayyid en 1451, Bahlul Lodi se lance dans une politique de conquête. Il triomphe du puissant sultanat de Jaunpur en 1479, ce qui lui permet de dominer la vallée du Gange jusqu'au Bengale et d'éliminer les Sharqi qui lui disputent la souveraineté sur le sultanat. 
Fervent musulman mais tolérant, il est estimé des chefs hindous et afghans. 
Bahlul Lodi meurt en juillet 1489.

### Sikandar Lodi (mort en 1517)
Son fils Sikandar Lodi poursuit la politique de conquête territoriale après avoir vaincu ses rivaux[pas clair]. 
Il déplace sa capitale dans la petite bourgade d'Âgrâ pour lutter plus efficacement contre les souverains rajputs, mais il ne parvient pas à conquérir Gwalior. Tout en agrandissant ses possessions, il s'emploie à les administrer efficacement, entamant une politique de centralisation à son profit : il intensifie les contrôles sur la comptabilité des administrateurs et sur les troupes entretenues par les nobles qu'il oblige adroitement à lui obéir. Sikandar Lodi permet ainsi au sultanat de retrouver sa prospérité. 
Poète et amoureux des arts, il accueille de nombreux artistes à la cour. 
Cependant, il se montre parfois intolérant et ordonne la destruction de plusieurs temples hindous. 
Sikandar Lodi meurt en novembre 1517.

### Ibrahim Lodi (mort en 1526)
Ibrahim Lodi, aîné des fils de Sikandar, succède à son père à la tête du sultanat, mais doit installer son frère Jalal à la tête de Jaunpur. Voulant ensuite réunifier le sultanat, Ibrahim rappelle Jalal à Delhi[Quand ?], ce qu'il refuse. Une guerre en résulte, dont le sultan sort vainqueur, faisant exécuter son frère. 
Devenu soupçonneux, Ibrahim emprisonne de nombreux nobles ce qui suscite des rébellions qu'il réprime férocement, sans parvenir à les mater complètement. 
Les deux parties font alors appel au roi de Kaboul[pas clair], Babur, qui après avoir conquis Lahore en 1524, s'empare de Delhi en 1526 peu après la bataille de Panipat (21 avril 1526), où Ibrahim est tué. Babur se fait couronner à Delhi.